# Ligue 1 (2014/2015)/Wyniki spotkań – runda jesienna

## Runda jesienna (8 sierpnia – 21 grudnia)
Źródło:

### 1. kolejka (8 sierpnia – 10 sierpnia)
| 8 sierpnia 2014 20:30 | Stade de Reims · Oniangué 22' · Devaux 34' | 2:2(2:1)Raport | Paris Saint-Germain · 7', 63' Ibrahimović | Stade Auguste Delaune, Reims Widzów: 18 540 Sędzia: Stéphane Lannoy (Nord-Pas-de-Calais) |
|                       |                                            |                | kartki: · 73' Verratti · 88' Bahebeck     |                                                                                          |

| 9 sierpnia 2014 21:00 | Bastia · Maboulou 9', 73' · Tallo 66' (k.)       | 3:3(1:2)Raport | Olympique Marsylia · 11', 62' (k.) Gignac · 17' (sam.) Romaric | Stade Armand Cesari, Bastia Widzów: 15 537 Sędzia: Lionel Jaffredo (Bretania) |
|                       | kartki: · Palmieri 19' · Brandão 82' · Ayité 87' |                | kartki: · 64' Mendy                                            |                                                                               |

| 9 sierpnia 2014 21:00 | Evian                   | 0:3(0:3)Raport | SM Caen · 12' Kante · 32', 37' Duhamel | Parc des Sports, Annecy Widzów: 9 915 Sędzia: Saïd Ennjimi (Centre Ouest) |
|                       | kartki: · Juelsgård 47' |                | kartki: · 90' Imorou                   |                                                                           |

| 9 sierpnia 2014 21:00 | EA Guingamp                                          | 0:2(0:1)Raport | AS Saint-Étienne · 39' (k.), 90+2' Erdinç                    | Stade du Roudourou, Guingamp Widzów: 16 852 Sędzia: Mikael Lesage (Dolna Normandia) |
|                       | kartki: · Kerbrat 38' · Mandanne 74' · Lévêque 90+1' |                | kartki: · 55' Lemoine · 74' Cohade · 82' Gradel · 84' Brison |                                                                                     |

| 9 sierpnia 2014 21:00 | Lille OSC | 0:0Raport | FC Metz             | Stade Pierre-Mauroy, Villeneuve-d’Ascq Widzów: 34 327 Sędzia: Fredy Fautrel (Dolna Normandia) |
|                       |           |           | kartki: · 37' N’Daw |                                                                                               |

| 9 sierpnia 2014 21:00 | Montpellier HSC                 | 0:1(0:1)Raport | Girondins Bordeaux · 17' Diabaté   | Stade de la Mosson, Montpellier Widzów: 15 190 Sędzia: Wilfried Bien (Rodan-Alpy) |
|                       | kartki: · Gissi 7' · Sanson 62' |                | kartki: · 33' Sertic · 71' Pallois |                                                                                   |

| 9 sierpnia 2014 21:00 | FC Nantes · Bammou 65' | 1:0(0:0)Raport | RC Lens                  | Stade de la Beaujoire, Nantes Widzów: 27 964 Sędzia: Sébastien Desiage (Rodan-Alpy) |
|                       |                        |                | kartki: · 69' Bourigeaud |                                                                                     |

| 9 sierpnia 2014 21:00 | OGC Nice · Cvitanich 23', 62' · Bosetti 68' | 3:2(1:2)Raport | Toulouse FC · 44' Braithwaite · 45' Ben Yedder | Allianz Riviera, Nicea Widzów: 19 474 Sędzia: Frank Schneider (Alzacja) |
|                       |                                             |                | kartki: · 58' Regattin                         |                                                                         |

| 10 sierpnia 2014 17:00 | Olympique Lyon · Malbranque 64' · Lacazette 74' (k.) | 2:0(0:0)Raport | Stade Rennes           | Stade de Gerland, Lyon Widzów: 27 811 Sędzia: Benoît Millot (Île-de-France) |
|                        | kartki: · Ferri 56' · Rose 75'                       |                | kartki: · 32' Henrique |                                                                             |

| 10 sierpnia 2014 21:00 | AS Monaco · Falcao 78' (k.)                                           | 1:2(0:1)Raport | Lorient · 9' (k.) Aboubakar · 87' Lavigne | Stadion Ludwika II, Monako Widzów: 13 960 Sędzia: Ruddy Buquet (Pikardia) |
|                        | kartki: · Abdennour 9' · Dirar 40' · Berbatow 48' · Carvalho 53', 68' |                | kartki: · 15' Coutadeur · 65' Aboubakar   |                                                                           |

### 2. kolejka (15 sierpnia – 17 sierpnia)
| 15 sierpnia 2014 20:30 | SM Caen                                      | 0:1(0:0)Raport | Lille OSC · 69' (k.) Origi       | Stade Michel d’Ornano, Caen Widzów: 12 664 Sędzia: Sébastien Desiage (Rodan-Alpy) |
|                        | kartki: · Kanté 3' · Appiah 67' · Adeoti 75' |                | kartki: · 2' Balmont · 73' Lopes |                                                                                   |

| 16 sierpnia 2014 17:00 | Paris Saint-Germain · Lucas 26' · Cavani 57' | 2:0(1:0)Raport | Bastia                                          | Parc des Princes, Paryż Widzów: 45 258 Sędzia: Amaury Delerue (Akwitania) |
|                        | kartki: · Motta 54'                          |                | kartki: · 31' Brandão · 54' Ayité · 64' Romaric |                                                                           |

| 16 sierpnia 2014 20:00 | RC Lens                                                             | 0:1(0:0)Raport | EA Guingamp · 90+3' Douniama | Stade de la Licorne, Amiens Widzów: 9 512 Sędzia: Sébastien Moreira (Franche-Comté) |
|                        | kartki: · Kantari 35' · Valdivia 50' · Chavarría 59' · Lemoigne 79' |                | kartki: · 62' Dos Santos     |                                                                                     |

| 16 sierpnia 2014 20:00 | Lorient            | 0:0Raport | OGC Nice                             | Stade Yves Allainmat, Lorient Widzów: 13 885 Sędzia: Saïd Ennjimi (Centre Ouest) |
|                        | kartki: · Ayew 22' |           | kartki: · 35' Honorat · 90+1' Hassen |                                                                                  |

| 16 sierpnia 2014 20:00 | FC Metz · Ngbakoto 12' (k.)     | 1:1(1:1)Raport | FC Nantes · 2' Veretout | Stade Municipal Saint-Symphorien, Metz Widzów: 20 329 Sędzia: Alexandre Castro (Rodan-Alpy) |
|                        | kartki: · Sarr 14' · Rocchi 32' |                | kartki: · 77' Gakpé     |                                                                                             |

| 16 sierpnia 2014 20:00 | Stade Rennes · Toivonen 6', 57' · Mexer 39', 43' · Ntep 76', 87' | 6:2(3:1)Raport | Evian · 35', 83' Wass | Stade de la Route de Lorient, Rennes Widzów: 17 591 Sędzia: Olivier Thual (Akwitania) |
|                        |                                                                  |                | kartki: · 23' Sorlin  |                                                                                       |

| 16 sierpnia 2014 20:00 | Toulouse FC · Akpa-Akpro 10' · Ben Yedder 45'        | 2:1(2:0)Raport | Olympique Lyon · 75' Lacazette | Stadium Municipal, Tuluza Widzów: 13 283 Sędzia: Bartolomeu Varela (Bretania) |
|                        | kartki: · Veskovac 21' · Grigore 37' · Moubandje 84' |                | kartki: · 44' Mvuemba          |                                                                               |

| 17 sierpnia 2014 17:00 | Olympique Marsylia       | 0:2(0:1)Raport | Montpellier HSC · 18' Mounier · 68' Sanson | Stade Vélodrome, Marsylia Widzów: 50 774 Sędzia: Clément Turpin (Burgundia) |
|                        | kartki: · Dja Djédjé 58' |                |                                            |                                                                             |

| 17 sierpnia 2014 17:00 | AS Saint-Étienne · Gradel 60' · Monnet-Paquet 70' · Erdinç 81' | 3:1(0:1)Raport | Stade de Reims · 27' (sam.) Perrin   | Stade Geoffroy-Guichard, Saint-Étienne Widzów: 33 810 Sędzia: Antony Gautier (Nord-Pas-de-Calais) |
|                        | kartki: · Sall 65' · Brison 83'                                |                | kartki: · 35' Devaux · 59' Bourillon |                                                                                                   |

| 17 sierpnia 2014 21:00 | Girondins Bordeaux · Rolán 48', 65' · Sala 61' (k.) · Khazri 74' (k.) | 4:1(0:1)Raport | AS Monaco · 45' Berbatow                             | Stade Chaban-Delmas, Bordeaux Widzów: 28 285 Sędzia: Tony Chapron (Rodan-Alpy) |
|                        | kartki: · Khazri 57'                                                  |                | kartki: · 32' Toulalan · 60' Abdennour · 74' Subašić |                                                                                |

### 3. kolejka (22 sierpnia – 24 sierpnia)
| 22 sierpnia 2014 20:30 | Evian                                          | 0:0Raport | Paris Saint-Germain                      | Parc des Sports, Annecy Widzów: 14 600 Sędzia: Benoît Bastien (Lotaryngia) |
|                        | kartki: · Mensah 15' · Sabaly 21' · Sorlin 66' |           | kartki: · 17', 63' Cabaye · 78' Verratti |                                                                            |

| 23 sierpnia 2014 17:00 | EA Guingamp            | 0:1(0:0)Raport | Olympique Marsylia · 46' Gignac                  | Stade du Roudourou, Guingamp Widzów: 16 901 Sędzia: Benoît Millot (Île-de-France) |
|                        | kartki: · Sorbon 90+2' |                | kartki: · 29' Payet · 70' Gignac · 71' Batshuayi |                                                                                   |

| 23 sierpnia 2014 20:00 | Bastia · Boudebouz 24' (k.)                | 1:0(1:0)Raport | Toulouse FC             | Stade Armand Cesari, Bastia Widzów: 13 797 Sędzia: Sébastien Moreira (Franche-Comté) |
|                        | kartki: · Ba 35' · Romaric 70' · Gadji 76' |                | kartki: · 23' Moubandje |                                                                                      |

| 23 sierpnia 2014 20:00 | Lille OSC · Delaplace 58' · Kjær 74' | 2:0(0:0)Raport | Lorient                | Stade Pierre-Mauroy, Villeneuve-d’Ascq Widzów: 34 860 Sędzia: Tony Chapron (Rodan-Alpy) |
|                        |                                      |                | kartki: · 29' Abdullah |                                                                                         |

| 23 sierpnia 2014 20:00 | Montpellier HSC · Tiéné 44' · Camara 89' | 2:0(1:0)Raport | FC Metz                            | Stade de la Mosson, Montpellier Widzów: 12 337 Sędzia: Antony Gautier (Nord-Pas-de-Calais) |
|                        |                                          |                | kartki: · 54' Milán · 59' Ngbakoto |                                                                                            |

| 23 sierpnia 2014 20:00 | OGC Nice · Bosetti 11'              | 1:3(1:1)Raport | Girondins Bordeaux · 33' (k.) Diabaté · 47' Maurice-Belay · 55' Sertic            | Allianz Riviera, Nicea Widzów: 22 712 Sędzia: Stéphane Lannoy (Nord-Pas-de-Calais) |
|                        | kartki: · Amavi 31' · Diawara 90+1' |                | kartki: · 31' Contento · 34' Rolán · 37', 82' Diabaté · 54' Pallois · 87' Mariano |                                                                                    |

| 23 sierpnia 2014 20:00 | Stade de Reims            | 0:2(0:0)Raport | SM Caen · 83' Kanté · 90+1' Bazile | Stade Auguste Delaune, Reims Widzów: 12 015 Sędzia: Wilfried Bien (Rodan-Alpy) |
|                        | kartki: · Charbonnier 63' |                |                                    |                                                                                |

| 24 sierpnia 2014 14:00 | Olympique Lyon         | 0:1(0:1)Raport | RC Lens · 11' Nomenjanahary                            | Stade de Gerland, Lyon Widzów: 24 636 Sędzia: Lionel Jaffredo (Bretania) |
|                        | kartki: · Gonalons 30' |                | kartki: · 43' Landre · 47' Cyprien · 54' Nomenjanahary |                                                                          |

| 24 sierpnia 2014 17:00 | AS Saint-Étienne                   | 0:0Raport | Stade Rennes                                        | Stade Geoffroy-Guichard, Saint-Étienne Widzów: 30 967 Sędzia: Ruddy Buquet (Pikardia) |
|                        | kartki: · Corgnet 45+2' · Sall 88' |           | kartki: · 30' Fernandes · 51' M’Bengue · 71' Armand |                                                                                       |

| 24 sierpnia 2014 21:00 | FC Nantes | 0:1(0:1)Raport | AS Monaco · 45' Falcao               | Stade de la Beaujoire, Nantes Widzów: 27 042 Sędzia: Amaury Delerue (Akwitania) |
|                        |           |                | kartki: · 23' Subašić · 89' Berbatow |                                                                                 |

### 4. kolejka (29 sierpnia – 31 sierpnia)
| 29 sierpnia 2014 20:30 | Olympique Marsylia · Payet 19', 48' · Thauvin 45' · Barrada 88' | 4:0(2:0)Raport | OGC Nice                          | Stade Vélodrome, Marsylia Widzów: 39 497 Sędzia: Bartolomeu Varela (Bretania) |
|                        | kartki: · Ayew 78'                                              |                | kartki: · 31' Amavi · 45' Diawara |                                                                               |

| 30 sierpnia 2014 17:00 | AS Monaco · Berbatow 61' | 1:1(0:1)Raport | Lille OSC · 18' Roux                          | Stadion Ludwika II, Monako Widzów: 9 345 Sędzia: Saïd Ennjimi (Centre Ouest) |
|                        | kartki: · Raggi 60'      |                | kartki: · 41' Enyeama · 43' Roux · 54' Souaré |                                                                              |

| 30 sierpnia 2014 20:00 | SM Caen                  | 0:1(0:0)Raport | Stade Rennes · 88' (k.) Toivonen | Stade Michel d’Ornano, Caen Widzów: 12 767 Sędzia: Alexandre Castro (Rodan-Alpy) |
|                        | kartki: · Kanté 16', 29' |                | kartki: · 33' Pajot · 74' Armand |                                                                                  |

| 30 sierpnia 2014 20:00 | RC Lens · Cyprien 45' · Chavarría 47' · Touzghar 61' (k.) · Coulibaly 87' (k.) | 4:2(1:1)Raport | Stade de Reims · 7' Mandi · 80' Courtet            | Stade de la Licorne, Amiens Widzów: 9 846 Sędzia: Benoît Bastien (Lotaryngia) |
|                        | kartki: · Cyprien 27' · Chavarría 82'                                          |                | kartki: · 18' Mandi · 23' Oniangué · 60' Signorino |                                                                               |

| 30 sierpnia 2014 20:00 | Lorient · Jeannot 58' · Lavigne 80', 90+3' · Ayew 82' | 4:0(0:0)Raport | EA Guingamp          | Stade Yves Allainmat, Lorient Widzów: 13 061 Sędzia: Sébastien Desiage (Rodan-Alpy) |
|                        | kartki: · Ayew 34' · Abdullah 61'                     |                | kartki: · 66' Diallo |                                                                                     |

| 30 sierpnia 2014 20:00 | FC Nantes · Gakpé 78'           | 1:0(0:0)Raport | Montpellier HSC | Stade de la Beaujoire, Nantes Widzów: 21 559 Sędzia: Frank Schneider (Alzacja) |
|                        | kartki: · Hansen 2' · Gakpé 77' |                |                 |                                                                                |

| 30 sierpnia 2014 20:00 | Toulouse FC · Regattin 78' | 1:0(0:0)Raport | Evian                                                | Stadium Municipal, Tuluza Widzów: 10 206 Sędzia: Benoît Millot (Île-de-France) |
|                        | kartki: · Grigore 45'      |                | kartki: · 17', 83' Angoula · 35' Nielsen · 38' Camus |                                                                                |

| 31 sierpnia 2014 14:00 | Girondins Bordeaux · Rolán 78' | 1:1(0:1)Raport | Bastia · 18' Gadji                         | Stade Chaban-Delmas, Bordeaux Widzów: 21 917 Sędzia: Fredy Fautrel (Dolna Normandia) |
|                        |                                |                | kartki: · 5' Palmieri · 42' Ba · 73' Gadji |                                                                                      |

| 31 sierpnia 2014 17:00 | FC Metz · Ngbakoto 82' (k.) · Falcón 86' | 2:1(0:0)Raport | Olympique Lyon · 68' Lacazette | Stade Municipal Saint-Symphorien, Metz Widzów: 20 168 Sędzia: Ruddy Buquet (Pikardia) |
|                        | kartki: · N’Daw 46'                      |                |                                |                                                                                       |

| 31 sierpnia 2014 21:00 | Paris Saint-Germain · Ruffier 24' (sam.) · Ibrahimović 41', 62', 72' · Cavani 63' | 5:0(2:0)Raport | AS Saint-Étienne       | Parc des Princes, Paryż Widzów: 46 088 Sędzia: Clément Turpin (Burgundia) |
|                        |                                                                                   |                | kartki: · 88' Diomandé |                                                                           |

### 5. kolejka (12 września – 14 września)
| 12 września 2014 20:30 | Olympique Lyon · Fekir 30' · Tolisso 73' | 2:1(1:1)Raport | AS Monaco · 39' Ocampos | Stade de Gerland, Lyon Widzów: 34 099 Sędzia: Benoît Bastien (Lotaryngia) |
|                        | kartki: · Jallet 14'                     |                | kartki: · 56' Toulalan  |                                                                           |

| 13 września 2014 17:00 | Stade Rennes · Ntep 55' | 1:1(0:1)Raport | Paris Saint-Germain · 43' Camara | Stade de la Route de Lorient, Rennes Widzów: 27 290 Sędzia: Antony Gautier (Nord-Pas-de-Calais) |
|                        | kartki: · M’Bengue 77'  |                | kartki: · 76' Verratti           |                                                                                                 |

| 13 września 2014 20:00 | Bastia · Gillet 54'  | 1:1(0:1)Raport | RC Lens · 40' Chavarría                   | Stade Armand Cesari, Bastia Widzów: 12 479 Sędzia: Wilfried Bien (Rodan-Alpy) |
|                        | kartki: · Gillet 47' |                | kartki: · 72' El Jadeyaoui · 77' Lemoigne |                                                                               |

| 13 września 2014 20:00 | Montpellier HSC · Koné 44' (sam.) | 1:0(1:0)Raport | Lorient                             | Stade de la Mosson, Montpellier Widzów: 12 106 Sędzia: Fredy Fautrel (Dolna Normandia) |
|                        | kartki: · Martin 77'              |                | kartki: · 36' Lautoa · 80' Abdullah |                                                                                        |

| 13 września 2014 20:00 | OGC Nice · Bosetti 90+4' | 1:0(0:0)Raport | FC Metz                           | Allianz Riviera, Nicea Widzów: 18 019 Sędzia: Tony Chapron (Rodan-Alpy) |
|                        | kartki: · Hult 83'       |                | kartki: · 17' Lejeune · 70' Maïga |                                                                         |

| 13 września 2014 20:00 | Stade de Reims · N’Gog 13' · Courtet 86' | 2:0(1:0)Raport | Toulouse FC | Stade Auguste Delaune, Reims Widzów: 11 019 Sędzia: Alexandre Castro (Rodan-Alpy) |
|                        |                                          |                |             |                                                                                   |

| 13 września 2014 20:00 | AS Saint-Étienne · Pierre 74' (sam.) | 1:0(0:0)Raport | SM Caen             | Stade Geoffroy-Guichard, Saint-Étienne Widzów: 26 293 Sędzia: Sébastien Moreira (Franche-Comté) |
|                        |                                      |                | kartki: · 60' Seube |                                                                                                 |

| 14 września 2014 14:00 | Lille OSC · Origi 46' · Lopes 49' | 2:0(0:0)Raport | FC Nantes              | Stade Pierre-Mauroy, Villeneuve-d’Ascq Widzów: 32 560 Sędzia: Lionel Jaffredo (Bretania) |
|                        | kartki: · Martin 34' · Sidibé 90' |                | kartki: · 72' Veigneau |                                                                                          |

| 14 września 2014 17:00 | EA Guingamp · Diallo 26' · Mandanne 34' (k.) | 2:1(2:0)Raport | Girondins Bordeaux · 83' Diabaté   | Stade du Roudourou, Guingamp Widzów: 12 912 Sędzia: Olivier Thual (Akwitania) |
|                        |                                              |                | kartki: · 65' Touré · 74' Contento |                                                                               |

| 14 września 2014 21:00 | Evian · N'Sikulu 90+1' | 1:3(0:2)Raport | Olympique Marsylia · 1' Gignac · 44' (sam.) Mensah · 63' Thauvin | Parc des Sports, Annecy Widzów: 12 967 Sędzia: Amaury Delerue (Akwitania) |
|                        | kartki: · Mensah 21'   |                |                                                                  |                                                                           |

### 6. kolejka (19 września – 21 września)
| 19 września 2014 20:30 | Girondins Bordeaux · Rolán 19' · Khazri 56' | 2:1(1:0)Raport | Evian · 86' Tejeda                 | Stade Chaban-Delmas, Bordeaux Widzów: 15 103 Sędzia: Bartolomeu Varela (Bretania) |
|                        |                                             |                | kartki: · 29' Camus · 45+1' Tejeda |                                                                                   |

| 20 września 2014 17:00 | Olympique Marsylia · Gignac 50', 63' · Alessandrini 90+4' | 3:0(0:0)Raport | Stade Rennes           | Stade Vélodrome, Marsylia Widzów: 46 153 Sędzia: Stéphane Lannoy (Nord-Pas-de-Calais) |
|                        | kartki: · N’Koulou 65'                                    |                | kartki: · 90+3' Armand |                                                                                       |

| 20 września 2014 20:00 | Lorient            | 0:1(0:0)Raport | Stade de Reims · 72' Moukandjo        | Stade Yves Allainmat, Lorient Widzów: 12 004 Sędzia: Benoît Millot (Île-de-France) |
|                        | kartki: · Sunu 37' |                | kartki: · 86' Placide · 90+2' Courtet |                                                                                    |

| 20 września 2014 20:00 | FC Metz · Krywiec 14' · Milán 64' · Falcón 74' | 3:1(1:1)Raport | Bastia · 42' Ayité    | Stade Municipal Saint-Symphorien, Metz Widzów: 18 605 Sędzia: Sébastien Desiage (Rodan-Alpy) |
|                        | kartki: · Métanire 7'                          |                | kartki: · 81' Modesto |                                                                                              |

| 20 września 2014 20:00 | FC Nantes · Amavi 9' (sam.) · Szechter 43' | 2:1(2:0)Raport | OGC Nice · 70' Amavi | Stade de la Beaujoire, Nantes Widzów: 23 240 Sędzia: Clément Turpin (Burgundia) |
|                        |                                            |                | kartki: · 24' Bodmer |                                                                                 |

| 20 września 2014 20:00 | Toulouse FC · Ben Yedder 21' (k.) · Regattin 83' (k.) · Ninkov 87' | 3:3(1:1)Raport | SM Caen · 7' Raspentino · 76' Nangis · 86' Calvé | Stadium Municipal, Tuluza Widzów: 13 058 Sędzia: Benoît Bastien (Lotaryngia) |
|                        | kartki: · Pešić 11' · Ninkov 56'                                   |                | kartki: · 13' Da Silva · 76' Appiah · 58' Adeoti |                                                                              |

| 21 września 2014 14:00 | Lille OSC | 0:0Raport | Montpellier HSC | Stade Pierre-Mauroy, Villeneuve-d’Ascq Widzów: 31 742 Sędzia: Olivier Thual (Akwitania) |
|                        |           |           |                 |                                                                                         |

| 21 września 2014 17:00 | RC Lens                                | 0:1(0:0)Raport | AS Saint-Étienne · 82' Lemoine   | Stade de la Licorne, Amiens Widzów: 11 072 Sędzia: Saïd Ennjimi (Centre Ouest) |
|                        | kartki: · Coulibaly 33' · Lemoigne 71' |                | kartki: · 21' Mollo · 78' Gradel |                                                                                |

| 21 września 2014 17:00 | AS Monaco · Dirar 38'                               | 1:0(1:0)Raport | EA Guingamp                         | Stadion Ludwika II, Monako Widzów: 6 351 Sędzia: Mikael Lesage (Dolna Normandia) |
|                        | kartki: · Kurzawa 59' · Moutinho 78' · Toulalan 87' |                | kartki: · 37' Angoua · 53' Lemaître |                                                                                  |

| 21 września 2014 21:00 | Paris Saint-Germain · Cavani 20'             | 1:1(1:0)Raport | Olympique Lyon · 84' Umtiti | Parc des Princes, Paryż Widzów: 45 428 Sędzia: Ruddy Buquet (Pikardia) |
|                        | kartki: · Aurier 29' · Digne 61' · Motta 89' |                | kartki: · 79' Ferri         |                                                                        |

### 7. kolejka (23 września – 25 września)
| 23 września 2014 19:00 | Stade de Reims       | 0:5(0:2)Raport | Olympique Marsylia · 8', 20' Gignac · 52', 59' Ayew · 74' Imbula | Stade Auguste Delaune, Reims Widzów: 17 705 Sędzia: Antony Gautier (Nord-Pas-de-Calais) |
|                        | kartki: · Mavinga 7' |                | kartki: · 11' Morel                                              |                                                                                         |

| 23 września 2014 21:00 | Stade Rennes                                        | 0:3(0:1)Raport | Toulouse FC · 42' Pešić · 57' (sam.) Diagné · 61' Ben Yedder | Stade de la Route de Lorient, Rennes Widzów: 17 182 Sędzia: Fredy Fautrel (Dolna Normandia) |
|                        | kartki: · Fernandes 10' · Habibou 22' · Prcić 45+1' |                | kartki: · 18' Aguilar · 47' Ben Yedder · 89' Trejo           |                                                                                             |

| 24 września 2014 19:00 | Bastia                                                | 0:0Raport | FC Nantes                               | Stade Armand Cesari, Bastia Widzów: 11 380 Sędzia: Tony Chapron (Rodan-Alpy) |
|                        | kartki: · Peybernes 18' · Cahuzac 40' · Squillaci 48' |           | kartki: · 21' Cissokho · 49' Djilobodji |                                                                              |

| 24 września 2014 19:00 | Evian · Wass 10' · Mensah 30' | 2:1(2:0)Raport | RC Lens · 55' Touzghar | Parc des Sports, Annecy Widzów: 9 864 Sędzia: Frank Schneider (Alzacja) |
|                        |                               |                |                        |                                                                         |

| 24 września 2014 19:00 | EA Guingamp            | 0:1(0:1)Raport | FC Metz · 24' Bussmann                              | Stade du Roudourou, Guingamp Widzów: 12 712 Sędzia: Stéphane Lannoy (Nord-Pas-de-Calais) |
|                        | kartki: · Diallo 90+2' |                | kartki: · 37' N’Daw · , 61' Ngbakoto · 86' Métanire |                                                                                          |

| 24 września 2014 19:00 | Olympique Lyon · Lacazette 5' · Fekir 39', 68' · N’Jie 50' | 4:0(2:0)Raport | Lorient              | Stade de Gerland, Lyon Widzów: 32 523 Sędzia: Sébastien Moreira (Franche-Comté) |
|                        |                                                            |                | kartki: · 62' Lautoa |                                                                                 |

| 24 września 2014 19:00 | Montpellier HSC       | 0:1(0:0)Raport | AS Monaco · 90+3' Germain | Stade de la Mosson, Montpellier Widzów: 11 570 Sędzia: Alexandre Castro (Rodan-Alpy) |
|                        | kartki: · Montaño 86' |                | kartki: · 69' Fabinho     |                                                                                      |

| 24 września 2014 19:00 | OGC Nice · Bodmer 41'  | 1:0(1:0)Raport | Lille OSC          | Allianz Riviera, Nicea Widzów: 16 541 Sędzia: Amaury Delerue (Akwitania) |
|                        | kartki: · Bauthéac 67' |                | kartki: · 72' Kjær |                                                                          |

| 24 września 2014 21:00 | SM Caen | 0:2(0:1)Raport | Paris Saint-Germain · 18' Lucas · 57' Marquinhos | Stade Michel d’Ornano, Caen Widzów: 19 988 Sędzia: Wilfried Bien (Rodan-Alpy) |
|                        |         |                |                                                  |                                                                               |

| 25 września 2014 21:00 | AS Saint-Étienne · van Wolfswinkel 31' | 1:1(1:1)Raport | Girondins Bordeaux · 39' Ilori                | Stade Geoffroy-Guichard, Saint-Étienne Widzów: 25 510 Sędzia: Lionel Jaffredo (Bretania) |
|                        | kartki: · Clément 47'                  |                | kartki: · 42' Traoré · 79' Sala · 90+1' Touré |                                                                                          |

### 8. kolejka (27 września – 28 września)
| 27 września 2014 14:00 | AS Monaco                          | 0:1(0:1)Raport | OGC Nice · 7' Eduardo                                          | Stadion Ludwika II, Monako Widzów: 8 941 Sędzia: Ruddy Buquet (Pikardia) |
|                        | kartki: · Berbatow 19' · Dirar 73' |                | kartki: · 29' Hult · 49' Bauthéac · 85' Bosetti · 86' Eysseric |                                                                          |

| 27 września 2014 17:00 | Toulouse FC · Ben Yedder 8' | 1:1(1:1)Raport | Paris Saint-Germain · 33' Bahebeck             | Stadium Municipal, Tuluza Widzów: 20 762 Sędzia: Tony Chapron (Rodan-Alpy) |
|                        |                             |                | kartki: · 48' Verratti · 51' Cabaye · 87' Luiz |                                                                            |

| 27 września 2014 20:00 | Lille OSC · Origi 39'                          | 1:0(1:0)Raport | Bastia                                        | Stade Pierre-Mauroy, Villeneuve-d’Ascq Widzów: 33 558 Sędzia: Bartolomeu Varela (Bretania) |
|                        | kartki: · Béria 2' · Souaré 50' · Traoré 90+3' |                | kartki: · 31' Gillet · 70' Ongenda · 83' Pino |                                                                                            |

| 27 września 2014 20:00 | Lorient                            | 0:2(0:1)Raport | Evian · 2' Koné · 79' Barbosa       | Stade Yves Allainmat, Lorient Widzów: 11 058 Sędzia: Mikael Lesage (Dolna Normandia) |
|                        | kartki: · Koné 58' · Mesloub 90+2' |                | kartki: · 20' Ninković · 45' Sougou |                                                                                      |

| 27 września 2014 20:00 | FC Metz · Falcón 50', 90+2' · Kashi 70' | 3:0(0:0)Raport | Stade de Reims                                     | Stade Municipal Saint-Symphorien, Metz Widzów: 18 273 Sędzia: Olivier Thual (Akwitania) |
|                        |                                         |                | kartki: · 57', 65' Mavinga · 75' Conte · 87' Albæk |                                                                                         |

| 27 września 2014 20:00 | Montpellier HSC · Camara 48' · Montaño 89' | 2:1(0:0)Raport | EA Guingamp · 83' Beauvue                                       | Stade de la Mosson, Montpellier Widzów: 10 282 Sędzia: Philippe Kalt (Alzacja) |
|                        |                                            |                | kartki: · 8' Yatabaré · 53' Diallo · 89' Samassa · 90' Sankharé |                                                                                |

| 28 września 2014 14:00 | Girondins Bordeaux · Khazri 73' · Touré 90+3' | 2:1(0:0)Raport | Stade Rennes · 80' Habibou | Stade Chaban-Delmas, Bordeaux Widzów: 18 668 Sędzia: Benoît Bastien (Lotaryngia) |
|                        | kartki: · Mariano 44'                         |                | kartki: · 89' Henrique     |                                                                                  |

| 28 września 2014 17:00 | RC Lens                | 0:0Raport | SM Caen | Stade de la Licorne, Amiens Widzów: 8 525 Sędzia: Clément Turpin (Burgundia) |
|                        | kartki: · Valdivia 41' |           |         |                                                                              |

| 28 września 2014 17:00 | FC Nantes · Veretout 73' (k.)       | 1:1(0:0)Raport | Olympique Lyon · 51' Koné | Stade de la Beaujoire, Nantes Widzów: 26 077 Sędzia: Nicolas Rainville (Langwedocja-Roussillon) |
|                        | kartki: · Alhadhur 67' · Bammou 76' |                | kartki: · 37' Fekir       |                                                                                                 |

| 28 września 2014 21:00 | Olympique Marsylia · Imbula 7' · Payet 28' | 2:1(2:0)Raport | AS Saint-Étienne · 53' Brison      | Stade Vélodrome, Marsylia Widzów: 55 367 Sędzia: Fredy Fautrel (Dolna Normandia) |
|                        | kartki: · N’Koulou 85'                     |                | kartki: · 51' Mollo · 79' Diomandé |                                                                                  |

### 9. kolejka (3 października - 5 października)
| 3 października 2014 14:00 | Stade de Reims · Faubert 32' (sam.)       | 1:0(1:0)Raport | Girondins Bordeaux                 | Stade Auguste Delaune, Reims Widzów: 14 546 Sędzia: Frank Schneider (Alzacja) |
|                           | kartki: · Signorino 37' · Charbonnier 55' |                | kartki: · 83' Touré · 90+3' Khazri |                                                                               |

| 4 października 2014 17:00 | SM Caen · Musavu-King 84' | 1:2(0:0)Raport | Olympique Marsylia · 75' Romao · 90+2' Gignac | Stade Michel d’Ornano, Caen Widzów: 20 501 Sędzia: Benoît Millot (Île-de-France) |
|                           |                           |                | kartki: · 36' Morel                           |                                                                                  |

| 4 października 2014 20:00 | Bastia                  | 0:2(0:0)Raport | Lorient · 48' (sam.) Peybernes · 62' Sunu | Stade Armand Cesari, Bastia Widzów: 11 542 Sędzia: Stéphane Lannoy (Nord-Pas-de-Calais) |
|                           | kartki: · Squillaci 55' |                | kartki: · 55' Ayew · 64' Sunu             |                                                                                         |

| 4 października 2014 20:00 | Evian · Doukouré 62' (sam.) · Wass 75' (k.) · Bruno 81' | 3:0(0:0)Raport | FC Metz                                                               | Parc des Sports, Annecy Widzów: 10 937 Sędzia: Lionel Jaffredo (Bretania) |
|                           | kartki: · Camus 41' · N'Sikulu 85'                      |                | kartki: · 5' Kashi · 22' Métanire · 61' Doukouré · 74' Mfa · 88' Sarr |                                                                           |

| 4 października 2014 20:00 | OGC Nice · Palun 90+2' | 1:1(0:0)Raport | Montpellier HSC · 72' Hilton                   | Allianz Riviera, Nicea Widzów: 19 634 Sędzia: Wilfried Bien (Rodan-Alpy) |
|                           | kartki: · Bodmer 75'   |                | kartki: · 54' Tiéné · 67' Hilton · 90' Montaño |                                                                          |

| 4 października 2014 20:00 | Stade Rennes · Ntep 54', 84' | 2:0(0:0)Raport | RC Lens               | Stade de la Route de Lorient, Rennes Widzów: 18 907 Sędzia: Sébastien Desiage (Rodan-Alpy) |
|                           | kartki: · Diagné 29'         |                | kartki: · 61' Cyprien |                                                                                            |

| 5 października 2014 14:00 | AS Saint-Étienne      | 0:1(0:1)Raport | Toulouse FC · 22' Ben Yedder | Stade Geoffroy-Guichard, Saint-Étienne Widzów: 27 581 Sędzia: Amaury Delerue (Akwitania) |
|                           | kartki: · Lemoine 40' |                | kartki: · 55' Ninkov         |                                                                                          |

| 5 października 2014 17:00 | EA Guingamp              | 0:1(0:1)Raport | FC Nantes · 33' N’Koudou                             | Stade du Roudourou, Guingamp Widzów: 14 744 Sędzia: Saïd Ennjimi (Centre Ouest) |
|                           | kartki: · Yatabaré 90+3' |                | kartki: · 17' N’Koudou · 22' Djilobodji · 44' Hansen |                                                                                 |

| 5 października 2014 17:00 | Olympique Lyon · Lacazette 39', 45', 84' | 3:0(2:0)Raport | Lille OSC                                                 | Stade de Gerland, Lyon Widzów: 34 349 Sędzia: Clément Turpin (Burgundia) |
|                           | kartki: · Gonalons 14'                   |                | kartki: · 23' Traoré · 27' Béria · 44' Baša · 54' Balmont |                                                                          |

| 5 października 2014 21:00 | Paris Saint-Germain · Lucas 71'                  | 1:1(0:0)Raport | AS Monaco · 90+2' Martial                      | Parc des Princes, Paryż Widzów: 45 308 Sędzia: Benoît Bastien (Lotaryngia) |
|                           | kartki: · Verratti 45' · Matuidi 63' · Lucas 89' |                | kartki: · 27' Ferreira Carrasco · 86' Moutinho |                                                                            |

### 10. kolejka (17 października - 19 października)
| 17 października 2014 20:30 | RC Lens · Coulibaly 10'                      | 1:3(1:2)Raport | Paris Saint-Germain · 28' Cabaye · 34' Maxwell · 55' (k.) Cavani | Stade de France, Saint-Denis Widzów: 70 785 Sędzia: Nicolas Rainville (Langwedocja-Roussillon) |
|                            | kartki: · Gbamin 9', 53' · Lemoigne 27', 59' |                | kartki: · 56', 56' Cavani                                        |                                                                                                |

| 18 października 2014 17:00 | Lorient                              | 0:1(0:0)Raport | AS Saint-Étienne · 87' Lemoine                  | Stade Yves Allainmat, Lorient Widzów: 14 069 Sędzia: Ruddy Buquet (Pikardia) |
|                            | kartki: · Bellugou 22' · Mostefa 49' |                | kartki: · 41' Théophile-Catherine · 53' Hamouma |                                                                              |

| 18 października 2014 20:00 | Lille OSC · Mavuba 78'                           | 1:2(0:1)Raport | EA Guingamp · 45+1' Beauvue · 57' Schwartz         | Stade Pierre-Mauroy, Villeneuve-d’Ascq Widzów: 33 926 Sędzia: Fredy Fautrel (Dolna Normandia) |
|                            | kartki: · Balmont 13' · Corchia 21' · Sidibé 89' |                | kartki: · 15' Sankharé · 61' Schwartz · 86' Angoua |                                                                                               |

| 18 października 2014 20:00 | FC Metz                        | 0:0Raport | Stade Rennes | Stade Municipal Saint-Symphorien, Metz Widzów: 18 074 Sędzia: Mikael Lesage (Dolna Normandia) |
|                            | kartki: · Milán 12' · Sarr 66' |           |              |                                                                                               |

| 18 października 2014 20:00 | AS Monaco · Moutinho 2' (k.) · Ferreira Carrasco 70' | 2:0(1:0)Raport | Evian                                        | Stadion Ludwika II, Monako Widzów: 5 497 Sędzia: Olivier Thual (Akwitania) |
|                            | kartki: · Bakayoko 43' · Toulalan 63' · Silva 87'    |                | kartki: · 3' Barbosa · 59' Koné · 69' Tejeda |                                                                            |

| 18 października 2014 20:00 | FC Nantes · Audel 13'                     | 1:1(1:0)Raport | Stade de Reims · 58' Rigonato                                        | Stade de la Beaujoire, Nantes Widzów: 22 908 Sędzia: Sébastien Moreira (Franche-Comté) |
|                            | kartki: · Veigneau 84' · Djilobodji 90+2' |                | kartki: · 28' Oniangué · 43' Rigonato · 45+1' Signorino · 51' Fofana |                                                                                        |

| 18 października 2014 20:00 | OGC Nice                                       | 0:1(0:0)Raport | Bastia · 51' Ayité                                      | Allianz Riviera, Nicea Widzów: 18 919 Sędzia: Saïd Ennjimi (Centre Ouest) |
|                            | kartki: · Amavi 38' · Bosetti 57' · Digard 71' |                | kartki: · 41' Diakité · 57' Boudebouz · 90+5' Rodríguez |                                                                           |

| 19 października 2014 14:00 | Olympique Marsylia · N’Koulou 20' · Gignac 35' | 2:0(2:0)Raport | Toulouse FC                                       | Stade Vélodrome, Marsylia Widzów: 61 846 Sędzia: Amaury Delerue (Akwitania) |
|                            | kartki: · Romao 41' · Ayew 89'                 |                | kartki: · 40' Aguilar · 41' Yago · 73' Akpa-Akpro |                                                                             |

| 19 października 2014 17:00 | Girondins Bordeaux · Diabaté 22' (k.)  | 1:1(1:0)Raport | SM Caen · 77' Bazile                              | Stade Chaban-Delmas, Bordeaux Widzów: 13 798 Sędzia: Alexandre Castro (Rodan-Alpy) |
|                            | kartki: · Sertic 25' · Biyogo Poko 32' |                | kartki: · 67' Adeoti · 90+2' Bazile · 90+3' Féret |                                                                                    |

| 19 października 2014 21:00 | Olympique Lyon · Gourcuff 36', 47' · Fekir 38' · Lacazette 82' · Malbranque 88'           | 5:1(2:0)Raport | Montpellier HSC · 54' Tiéné                         | Stade de Gerland, Lyon Widzów: 35 688 Sędzia: Bartolomeu Varela (Bretania) |
|                            | kartki: · Gonalons 21' · Umtiti 53' · Fekir 60' · Ferri 63' · Biševac 65' · Lacazette 71' |                | kartki: · 27' Congré · 49' Martin · 55' El Kaoutari |                                                                            |

### 11. kolejka (24 października - 26 października)
| 24 października 2014 20:30 | Toulouse FC             | 0:2(0:2)Raport | RC Lens · 11' El Jadeyaoui · 27' Bourigeaud | Stadium Municipal, Tuluza Widzów: 12 105 Sędzia: Wilfried Bien (Rodan-Alpy) |
|                            | kartki: · Grigore 90+2' |                | kartki: · 58' El Jadeyaoui · 88' Sylla      |                                                                             |

| 25 października 2014 17:00 | Paris Saint-Germain · Lucas 45+3' (k.), 50' (k.) · Lavezzi 81' | 3:0(1:0)Raport | Girondins Bordeaux        | Parc des Princes, Paryż Widzów: 46 077 Sędzia: Tony Chapron (Rodan-Alpy) |
|                            | kartki: · Motta 16' · van der Wiel 28' · Sirigu 74'            |                | kartki: · 37' Biyogo Poko |                                                                          |

| 25 października 2014 20:00 | Bastia · Maboulou 22'                                 | 1:3(1:1)Raport | AS Monaco · 5' Germain · 78' Kondogbia · 84' Ferreira Carrasco | Stade Armand Cesari, Bastia Widzów: 13 106 Sędzia: Antony Gautier (Nord-Pas-de-Calais) |
|                            | kartki: · Palmieri 36' · Maboulou 86' · Diakité 90+1' |                | kartki: · 38' Raggi · 90+1' Bakayoko                           |                                                                                        |

| 25 października 2014 20:00 | SM Caen · Nangis 3' · Duhamel 53' (k.) | 2:1(1:1)Raport | Lorient · 24' (k.) Ayew                             | Stade Michel d’Ornano, Caen Widzów: 15 963 Sędzia: Frank Schneider (Alzacja) |
|                            | kartki: · Da Silva 24'                 |                | kartki: · 26' Guerreiro · 28' Mostefa · 84' Gassama |                                                                              |

| 25 października 2014 20:00 | Evian                               | 0:2(0:1)Raport | FC Nantes · 42' (k.) Veretout · 75' Bammou | Parc des Sports, Annecy Widzów: 10 063 Sędzia: Stéphane Lannoy (Nord-Pas-de-Calais) |
|                            | kartki: · Tejeda 18' · Mongongu 42' |                | kartki: · 27' Gomis · 57' Bammou           |                                                                                     |

| 25 października 2014 20:00 | Stade de Reims · Moukandjo 90'                     | 1:0(0:0)Raport | Montpellier HSC | Stade Auguste Delaune, Reims Widzów: 11 331 Sędzia: Benoît Millot (Île-de-France) |
|                            | kartki: · Devaux 26' · Conte 54' · Moukandjo 90+1' |                |                 |                                                                                   |

| 26 października 2014 14:00 | Stade Rennes · Habibou 46' · Doucouré 54' | 2:0(0:0)Raport | Lille OSC                          | Stade de la Route de Lorient, Rennes Widzów: 17 392 Sędzia: Philippe Kalt (Alzacja) |
|                            | kartki: · André 81'                       |                | kartki: · 65' Sidibé · 78' Balmont |                                                                                     |

| 26 października 2014 17:00 | EA Guingamp · Beauvue 8' · Schwartz 70' | 2:7(1:4)Raport | OGC Nice · 12', 26', 43', 50', 64' Eduardo · 45+1' Pléa · 72' Bauthéac | Stade du Roudourou, Guingamp Widzów: 14 664 Sędzia: Clément Turpin (Burgundia) |
|                            |                                         |                | kartki: · 16' Palun                                                    |                                                                                |

| 26 października 2014 17:00 | AS Saint-Étienne · Gradel 74' | 1:0(0:0)Raport | FC Metz                            | Stade Geoffroy-Guichard, Saint-Étienne Widzów: 33 991 Sędzia: Sébastien Moreira (Franche-Comté) |
|                            | kartki: · Cohade 49'          |                | kartki: · 17' Bussmann · 43' N’Daw |                                                                                                 |

| 26 października 2014 21:00 | Olympique Lyon · Gourcuff 65' | 1:0(0:0)Raport | Olympique Marsylia                        | Stade de Gerland, Lyon Widzów: 38 712 Sędzia: Lionel Jaffredo (Bretania) |
|                            | kartki: · Biševac 47'         |                | kartki: · 7' Morel · 20' Romao · 73' Ayew |                                                                          |

### 12. kolejka (31 października - 2 listopada)
| 31 października 2014 20:30 | AS Monaco · Echiéjilé 20' | 1:1(1:0)Raport | Stade de Reims · 80' Moukandjo         | Stadion Ludwika II, Monako Widzów: 5 488 Sędzia: Sébastien Desiage (Rodan-Alpy) |
|                            | kartki: · Kondogbia 69'   |                | kartki: · 61' Charbonnier · 76' Fofana |                                                                                 |

| 1 listopada 2014 17:00 | Lorient · Guerreiro 42'              | 1:2(1:0)Raport | Paris Saint-Germain · 60' Cavani · 68' Bahebeck | Stade Yves Allainmat, Lorient Widzów: 15 652 Sędzia: Olivier Thual (Akwitania) |
|                        | kartki: · Abdullah 29' · Jouffre 73' |                |                                                 |                                                                                |

| 1 listopada 2014 20:00 | EA Guingamp · Gillet 32' (sam.)     | 1:0(1:0)Raport | Bastia                | Stade du Roudourou, Guingamp Widzów: 14 293 Sędzia: Wilfried Bien (Rodan-Alpy) |
|                        | kartki: · Mathis 40' · Yatabaré 45' |                | kartki: · 57' Cahuzac |                                                                                |

| 1 listopada 2014 20:00 | Lille OSC · Frey 16'            | 1:1(1:0)Raport | AS Saint-Étienne · 60' Gradel     | Stade Pierre-Mauroy, Villeneuve-d’Ascq Widzów: 36 170 Sędzia: Benoît Bastien (Lotaryngia) |
|                        | kartki: · Souaré 76' · Frey 83' |                | kartki: · 36' Sall · 42' Diomandé |                                                                                           |

| 1 listopada 2014 20:00 | FC Metz · Maïga 10' (50) · Malouda 90' (k.) | 3:2(1:0)Raport | SM Caen · 65' Calvé · 83' Koita | Stade Municipal Saint-Symphorien, Metz Widzów: 17 864 Sędzia: Nicolas Rainville (Langwedocja-Roussillon) |
|                        | kartki: · Choplin 57' · Lejeune 64'         |                | kartki: · 88' Yahia             | |

| 1 listopada 2014 20:00 | Montpellier HSC · Bérigaud 32' · Mounier 90' | 2:0(1:0)Raport | Evian                | Altrad Stadium, Montpellier Widzów: 8 440 Sędzia: Mikael Lesage (Dolna Normandia) |
|                        | kartki: · Bérigaud 64' · Deplagne 90+2'      |                | kartki: · 30' Tejeda |                                                                                   |

| 1 listopada 2014 20:00 | OGC Nice · Puel 51'                            | 1:3(0:0)Raport | Olympique Lyon · 64' Malbranque · 80' (90+4) Lacazette | Allianz Riviera, Nicea Widzów: 15 677 Sędzia: Amaury Delerue (Akwitania) |
|                        | kartki: · Mendy 29' · Palun 40' · Bauthéac 44' |                | kartki: · 55' Jallet · 78' Fekir                       |                                                                          |

| 2 listopada 2014 14:00 | FC Nantes · Armand 21' (sam.)                      | 1:1(1:1)Raport | Stade Rennes · 4' Henrique                         | Stade de la Beaujoire, Nantes Widzów: 31 893 Sędzia: Fredy Fautrel (Dolna Normandia) |
|                        | kartki: · Hansen 28' · Gomis 64' · Vizcarrondo 79' |                | kartki: · 14' Fernandes · 67' Danzé · 81' Henrique |                                                                                      |

| 2 listopada 2014 17:00 | Girondins Bordeaux · Planus 52' · Rolán 63' | 2:1(0:0)Raport | Toulouse FC · 68' Pešić                                            | Stade Chaban-Delmas, Bordeaux Widzów: 16 618 Sędzia: Saïd Ennjimi (Centre Ouest) |
|                        |                                             |                | kartki: · 14' Grigore · 50' Moubandje · 57' Akpa-Akpro · 82' Didot |                                                                                  |

| 2 listopada 2014 21:00 | Olympique Marsylia · N’Koulou 10' · Thauvin 60'   | 2:1(1:1)Raport | RC Lens · 31' Guillaume | Stade Vélodrome, Marsylia Widzów: 52 803 Sędzia: Bartolomeu Varela (Bretania) |
|                        | kartki: · Romao 22', 76' · Mendy 71' · Imbula 81' |                | kartki: · 79' Valdivia  |                                                                               |

### 13. kolejka (7 listopada - 9 listopada)
| 7 listopada 2014 20:30 | Stade Rennes · Pedro Henrique 89'                     | 1:0(0:0)Raport | Lorient                                       | Stade de la Route de Lorient, Rennes Widzów: 18 390 Sędzia: Wilfried Bien (Rodan-Alpy) |
|                        | kartki: · Mexer 52' · Pedro Henrique 70' · Armand 83' |                | kartki: · 47' Lautoa · 67' Gassama · 69' Koné |                                                                                        |

| 8 listopada 2014 17:00 | RC Lens · Touzghar 74' (k.)           | 1:2(0:2)Raport | Girondins Bordeaux · 24' Khazri · 40' Diabaté  | Stade de la Licorne, Amiens Widzów: 11 037 Sędzia: Mikael Lesage (Dolna Normandia) |
|                        | kartki: · Chavarría 27' · Cyprien 43' |                | kartki: · 50' Touré · 68' Yambere · 73' Planus |                                                                                    |

| 8 listopada 2014 20:00 | Bastia · Tallo 21' (45+1)          | 2:0(2:0)Raport | Montpellier HSC                              | Stade Armand Cesari, Bastia Widzów: 11 556 Sędzia: Lionel Jaffredo (Bretania) |
|                        | kartki: · Palmieri 34' · Tallo 60' |                | kartki: · 37' Saihi · 37' Tiéné · 79' Sanson |                                                                               |

| 8 listopada 2014 20:00 | SM Caen · Duhamel 24' | 1:2(1:1)Raport | FC Nantes · 40' Vizcarrondo · 60' Veretout  | Stade Michel d’Ornano, Caen Widzów: 17 900 Sędzia: Tony Chapron (Rodan-Alpy) |
|                        |                       |                | kartki: · 67' Gomis · 77' Riou · 90' Bedoya |                                                                              |

| 8 listopada 2014 20:00 | Evian · Wass 76'      | 1:0(0:0)Raport | OGC Nice                                   | Parc des Sports, Annecy Widzów: 7 738 Sędzia: Nicolas Rainville (Langwedocja-Roussillon) |
|                        | kartki: · Angoula 70' |                | kartki: · 34' Amavi · 75' Mendy · 89' Pléa |                                                                                          |

| 8 listopada 2014 20:00 | Toulouse FC · Sirieix 3' · Ben Yedder 61' · Pešić 71' | 3:0(1:0)Raport | FC Metz            | Stadium Municipal, Tuluza Widzów: 16 412 Sędzia: Frank Schneider (Alzacja) |
|                        | kartki: · Sirieix 54'                                 |                | kartki: · 15' Vion |                                                                            |

| 9 listopada 2014 14:00 | Olympique Lyon · Lacazette 7' · Fekir 20', 87' | 3:1(2:1)Raport | EA Guingamp · 45+1' (sam.) Lopes | Stade de Gerland, Lyon Widzów: 36 461 Sędzia: Benoît Millot (Île-de-France) |
|                        | kartki: · Malbranque 37'                       |                | kartki: · 49' Pied               |                                                                             |

| 9 listopada 2014 17:00 | Stade de Reims · Moukandjo 26' (k.) · Mandi 33' | 2:0(2:0)Raport | Lille OSC                                                  | Stade Auguste Delaune, Reims Widzów: 13 004 Sędzia: Alexandre Castro (Rodan-Alpy) |
|                        | kartki: · Charbonnier 56' · de Préville 65'     |                | kartki: · 7' Béria · 24' Corchia · 61' Souaré · 88' Mavuba |                                                                                   |

| 9 listopada 2014 17:00 | AS Saint-Étienne · van Wolfswinkel 58' | 1:1(0:1)Raport | AS Monaco · 17' Traoré                                 | Stade Geoffroy-Guichard, Saint-Étienne Widzów: 29 403 Sędzia: Stéphane Lannoy (Nord-Pas-de-Calais) |
|                        | kartki: · Tabanou 28' · Bayal Sall 42' |                | kartki: · 34', 72' Bakayoko · 42' Raggi · 44' Carvalho | |

| 9 listopada 2014 21:00 | Paris Saint-Germain · Lucas 38' · Cavani 85' | 2:0(1:0)Raport | Olympique Marsylia   | Parc des Princes, Paryż Widzów: 45 961 Sędzia: Clément Turpin (Burgundia) |
|                        | kartki: · Cabaye 90'                         |                | kartki: · 78' Imbula |                                                                           |

### 14. kolejka (21 listopada - 23 listopada, 7 stycznia)
| 21 listopada 2014 20:30 | FC Metz · Maïga 49' (k.), 53' (k.)                        | 2:3(0:2)Raport | Paris Saint-Germain · 9' Pastore · 16' (sam.) Bussmann · 84' Lavezzi | Stade Municipal Saint-Symphorien, Metz Widzów: 25 012 Sędzia: Fredy Fautrel (Dolna Normandia) |
|                         | kartki: · Choplin 29' · Maïga 60' · Milán 72' · N’Daw 75' |                | kartki: · 87' Lavezzi                                                |                                                                                               |

| 22 listopada 2014 17:00 | Bastia                                                           | 0:0Raport | Olympique Lyon        | Stade Armand Cesari, Bastia Widzów: 12 349 Sędzia: Benoît Bastien (Lotaryngia) |
|                         | kartki: · Kamano 32' · Diakité 47' · Squillaci 50' · Modesto 67' |           | kartki: · 48' Biševac |                                                                                |

| 22 listopada 2014 20:00 | EA Guingamp                         | 0:1(0:1)Raport | Stade Rennes · 36' Ntep                         | Stade du Roudourou, Guingamp Widzów: 16 501 Sędzia: Bartolomeu Varela (Bretania) |
|                         | kartki: · Angoua 45' · Diallo 90+1' |                | kartki: · 52' Mexer · 55' Danzé · 59' Fernandes |                                                                                  |

| 22 listopada 2014 20:00 | Lorient · Guerreiro 21' | 1:0(1:0)Raport | RC Lens              | Stade Yves Allainmat, Lorient Widzów: 13 204 Sędzia: Amaury Delerue (Akwitania) |
|                         | kartki: · Ayew 75'      |                | kartki: · 15' Landre |                                                                                 |

| 22 listopada 2014 20:00 | AS Monaco · Imorou 5' (sam.) · Moutinho 75' | 2:2(1:0)Raport | SM Caen · 50' Koita · 59' (sam.) Kondogbia | Stadion Ludwika II, Monako Widzów: 7 508 Sędzia: Sébastien Moreira (Franche-Comté) |
|                         |                                             |                | kartki: · 72' Da Silva · 90+4' Raspentino  |                                                                                    |

| 22 listopada 2014 20:00 | OGC Nice                                      | 0:0Raport | Stade de Reims                         | Allianz Riviera, Nicea Widzów: 15 207 Sędzia: Philippe Kalt (Alzacja) |
|                         | kartki: · Vercauteren 80' · Rafetraniaina 86' |           | kartki: · 23' Oniangué · 28' Tacalfred |                                                                       |

| 23 listopada 2014 14:00 | FC Nantes                                | 0:0Raport | AS Saint-Étienne                              | Stade de la Beaujoire, Nantes Widzów: 32 324 Sędzia: Saïd Ennjimi (Centre Ouest) |
|                         | kartki: · Szechter 32' · Vizcarrondo 53' |           | kartki: · 4' Sall · 13' Tabanou · 58' Lemoine |                                                                                  |

| 23 listopada 2014 17:00 | Montpellier HSC · Mounier 37' · Camara 87' | 2:0(1:0)Raport | Toulouse FC                       | Altrad Stadium, Montpellier Widzów: 9 270 Sędzia: Sébastien Desiage (Rodan-Alpy) |
|                         | kartki: · Bérigaud 54'                     |                | kartki: · 56' Didot · 69' Aguilar |                                                                                  |

| 23 listopada 2014 21:00 | Olympique Marsylia · Lemina 60' · Gignac 85' · Batshuayi 90' | 3:1(0:0)Raport | Girondins Bordeaux · 55' Touré | Stade Vélodrome, Marsylia Widzów: 54 323 Sędzia: Antony Gautier (Nord-Pas-de-Calais) |
|                         |                                                              |                | kartki: · 57' Yamberé          |                                                                                      |

| 7 stycznia 2015 20:30 | Lille OSC · Traoré 61' | 1:0(0:0)Raport | Evian                | Stade Pierre-Mauroy, Villeneuve-d’Ascq Widzów: 32 580 Sędzia: Nicolas Rainville (Langwedocja-Roussillon) |
|                       |                        |                | kartki: · 68' Cambon | |

### 15. kolejka (28 listopada - 30 listopada)
| 28 listopada 2014 20:30 | Olympique Marsylia · Thauvin 24' · Fanni 39' | 2:0(2:0)Raport | FC Nantes                            | Stade Vélodrome, Marsylia Widzów: 54 103 Sędzia: Ruddy Buquet (Pikardia) |
|                         | kartki: · Thauvin 31'                        |                | kartki: · 38' Djilobodji · 45' Gomis |                                                                          |

| 29 listopada 2014 17:00 | Paris Saint-Germain · Ibrahimović 15' (k.) | 1:0(1:0)Raport | OGC Nice                         | Parc des Princes, Paryż Widzów: 45 542 Sędzia: Sébastien Desiage (Rodan-Alpy) |
|                         | kartki: · Motta 78'                        |                | kartki: · 45+1' Pléa · 81' Palun |                                                                               |

| 29 listopada 2014 20:00 | SM Caen · Duhamel 40'            | 1:1(1:1)Raport | Montpellier HSC · 17' Hilton | Stade Michel d’Ornano, Caen Widzów: 14 976 Sędzia: Wilfried Bien (Rodan-Alpy) |
|                         | kartki: · Féret 62' · Adeoti 86' |                |                              |                                                                               |

| 29 listopada 2014 20:00 | RC Lens · El Jadeyaoui 65' · Bourigeaud 79' | 2:0(0:0)Raport | FC Metz                                       | Stade de la Licorne, Amiens Widzów: 8 922 Sędzia: Philippe Kalt (Alzacja) |
|                         | kartki: · Kantari 41'                       |                | kartki: · 40' Kashi · 44' Malouda · 59' Maïga |                                                                           |

| 29 listopada 2014 20:00 | Stade de Reims · N’Gog 10' · Moukandjo 85' | 2:1(1:1)Raport | Bastia · 41' Modesto    | Stade Auguste Delaune, Reims Widzów: 13 304 Sędzia: Mikael Lesage (Dolna Normandia) |
|                         |                                            |                | kartki: · 74' Peybernes |                                                                                     |

| 29 listopada 2014 20:00 | Stade Rennes · Abdennour 10' (sam.) · Toivonen 19' | 2:0(2:0)Raport | AS Monaco                         | Stade de la Route de Lorient, Rennes Widzów: 17 213 Sędzia: Benoît Bastien (Lotaryngia) |
|                         | kartki: · Doucouré 62'                             |                | kartki: · 52' Raggi · 73' Fabinho |                                                                                         |

| 29 listopada 2014 20:00 | Toulouse FC · Doumbia 23' · Pešić 70' | 2:3(1:0)Raport | Lorient · 55' Guerreiro · 57' Jeannot · 60' (k.) Ayew | Stadium Municipal, Tuluza Widzów: 20 550 Sędzia: Alexandre Castro (Rodan-Alpy) |
|                         | kartki: · Pešić 45'                   |                |                                                       |                                                                                |

| 30 listopada 2014 14:00 | Girondins Bordeaux · Diabaté 62' | 1:0(0:0)Raport | Lille OSC            | Stade Chaban-Delmas, Bordeaux Widzów: 19 361 Sędzia: Nicolas Rainville (Langwedocja-Roussillon) |
|                         |                                  |                | kartki: · 54' Sidibé |                                                                                                 |

| 30 listopada 2014 17:00 | Evian · Wass 59' · Nielsen 81' | 2:0(0:0)Raport | EA Guingamp          | Parc des Sports, Annecy Widzów: 10 665 Sędzia: Fredy Fautrel (Dolna Normandia) |
|                         | kartki: · Mongongu 4'          |                | kartki: · 12' Sankoh |                                                                                |

| 30 listopada 2014 21:00 | AS Saint-Étienne · Sall 18' · van Wolfswinkel 40' · Cohade 68' | 3:0(2:0)Raport | Olympique Lyon | Stade Geoffroy-Guichard, Saint-Étienne Widzów: 36 004 Sędzia: Clément Turpin (Burgundia) |
|                         | kartki: · Diomandé 84'                                         |                |                |                                                                                          |

### 16. kolejka (2 grudnia - 4 grudnia)
| 2 grudnia 2014 19:00 | Lorient · Ayew 37' (k.) | 1:1(1:1)Raport | Olympique Marsylia · 32' Payet | Stade Yves Allainmat, Lorient Widzów: 16 011 Sędzia: Benoît Millot (Île-de-France) |
|                      |                         |                | kartki: · 36' Mandanda         |                                                                                    |

| 2 grudnia 2014 19:00 | FC Nantes · Veretout 64' (k.) | 1:2(0:1)Raport | Toulouse FC · 24' Sylla · 85' Braithwaite       | Stade de la Beaujoire, Nantes Widzów: 19 669 Sędzia: Antony Gautier (Nord-Pas-de-Calais) |
|                      | kartki: · Deaux 39'           |                | kartki: · 20' Doumbia · 45+1' Didot · 56' Sylla |                                                                                          |

| 2 grudnia 2014 21:00 | AS Monaco · Berbatow 64' (k.) · Carrasco 90+3' | 2:0(0:0)Raport | RC Lens                              | Stadion Ludwika II, Monako Widzów: 5 686 Sędzia: Frank Schneider (Alzacja) |
|                      | kartki: · Wallace 35'                          |                | kartki: · 59' Cyprien · 63' Lemoigne |                                                                            |

| 3 grudnia 2014 19:00 | Bastia · Abdallah 35' (sam.)                                   | 1:2(1:0)Raport | Evian · 65' Wass · 83' N'Sikulu               | Stade Armand Cesari, Bastia Widzów: 10 902 Sędzia: Bartolomeu Varela (Bretania) |
|                      | kartki: · Cahuzac 56' · Kamano 63' · Aréola 89' · Palmieri 90' |                | kartki: · 4' Cambon · 89' N'Sikulu · 90' Wass |                                                                                 |

| 3 grudnia 2014 19:00 | EA Guingamp · Mandanne 4', 62' · Giresse 20' · Beauvue 61' (k.), 78' | 5:1(2:1)Raport | SM Caen · 17' Yahia               | Stade du Roudourou, Guingamp Widzów: 15 071 Sędzia: Amaury Delerue (Akwitania) |
|                      | kartki: · Diallo 13' · Yatabaré 36'                                  |                | kartki: · 44' Nangis · 60' Pierre |                                                                                |

| 3 grudnia 2014 19:00 | FC Metz                                           | 0:0Raport | Girondins Bordeaux                  | Stade Municipal Saint-Symphorien, Metz Widzów: 17 866 Sędzia: Sébastien Moreira (Franche-Comté) |
|                      | kartki: · Lejeune 21' · Métanire 33' · Falcón 36' |           | kartki: · 87' Carrasso · 89' Khazri |                                                                                                 |

| 3 grudnia 2014 19:00 | Montpellier HSC                       | 0:2(0:2)Raport | AS Saint-Étienne · 22' Pogba · 43' Baysse | Altrad Stadium, Montpellier Widzów: 10 425 Sędzia: Olivier Thual (Akwitania) |
|                      | kartki: · Marveaux 29' · Deplagne 63' |                | kartki: · 27', 78' Diomandé               |                                                                              |

| 3 grudnia 2014 19:00 | OGC Nice · Cvitanich 83'                | 1:2(0:1)Raport | Stade Rennes · 12' Ntep · 49' Konradsen | Allianz Riviera, Nicea Widzów: 15 033 Sędzia: Alexandre Castro (Rodan-Alpy) |
|                      | kartki: · Rafetraniaina 27' · Gomis 56' |                | kartki: · 87' Brüls                     |                                                                             |

| 3 grudnia 2014 21:00 | Lille OSC · Sirigu 42' (sam.) | 1:1(1:1)Raport | Paris Saint-Germain · 29' Cavani | Stade Pierre-Mauroy, Villeneuve-d’Ascq Widzów: 45 771 Sędzia: Lionel Jaffredo (Bretania) |
|                      |                               |                | kartki: · 58' Motta              |                                                                                          |

| 4 grudnia 2014 21:00 | Olympique Lyon · Tolisso 6' · Placide 90+1' (sam.) | 2:1(1:1)Raport | Stade de Reims · 36' Moukandjo | Stade de Gerland, Lyon Widzów: 32 513 Sędzia: Saïd Ennjimi (Centre Ouest) |
|                      | kartki: · Koné 82'                                 |                | kartki: · 80' Placide          |                                                                           |

### 17. kolejka (5 grudnia - 7 grudnia)
| 5 grudnia 2014 20:30 | Toulouse FC           | 0:2(0:1)Raport | AS Monaco · 45', 77' (k.) Berbatow     | Stadium Municipal, Tuluza Widzów: 9 978 Sędzia: Mikael Lesage (Dolna Normandia) |
|                      | kartki: · Grigore 53' |                | kartki: · 33' Berbatow · 90+4' Ocampos |                                                                                 |

| 6 grudnia 2014 17:00 | Paris Saint-Germain · Ibrahimović 34', 48' | 2:1(1:1)Raport | FC Nantes · 8' Bedoya                   | Parc des Princes, Paryż Widzów: 46 161 Sędzia: Benoît Bastien (Lotaryngia) |
|                      | kartki: · Verratti 11'                     |                | kartki: · 44' Veretout · 58' Djilobodji |                                                                            |

| 6 grudnia 2014 20:00 | Girondins Bordeaux · Khazri 43' · Diabaté 64', 66' | 3:2(1:1)Raport | Lorient · 31' Jeannot · 50' Le Goff | Stade Chaban-Delmas, Bordeaux Widzów: 15 724 Sędzia: Philippe Kalt (Alzacja) |
|                      |                                                    |                | kartki: · 71' Ayew                  |                                                                              |

| 6 grudnia 2014 20:00 | SM Caen · Duhamel 39' (k.) · Nangis 45' | 2:3(2:1)Raport | OGC Nice · 32' Amavi · 64' (k.) Bauthéac · 74' Pléa | Stade Michel d’Ornano, Caen Widzów: 13 487 Sędzia: Clément Turpin (Burgundia) |
|                      | kartki: · Lemar 36'                     |                | kartki: · 88' Mendy                                 |                                                                               |

| 6 grudnia 2014 20:00 | Stade Rennes                      | 0:4(0:1)Raport | Montpellier HSC · 23' Martin · 55' Sanson · 60' Barrios · 90+2' Mounier | Stade de la Route de Lorient, Rennes Widzów: 16 123 Sędzia: Amaury Delerue (Akwitania) |
|                      | kartki: · Hosiner 39' · André 70' |                | kartki: · 26' Lasne                                                     |                                                                                        |

| 6 grudnia 2014 20:00 | AS Saint-Étienne · van Wolfswinkel 58' | 1:0(0:0)Raport | Bastia               | Stade Geoffroy-Guichard, Saint-Étienne Widzów: 26 686 Sędzia: Nicolas Rainville (Langwedocja-Roussillon) |
|                      | kartki: · Sall 71'                     |                | kartki: · 46' Gillet | |

| 7 grudnia 2014 14:00 | Evian · Barbosa 28', 64'        | 2:3(1:0)Raport | Olympique Lyon · 62' Benzia · 81', 90+4' (k.) Lacazette | Parc des Sports, Annecy Widzów: 13 064 Sędzia: Tony Chapron (Rodan-Alpy) |
|                      | kartki: · Koné 18' · Sorlin 61' |                | kartki: · 28' Malbranque · 34' Dabo · 41' Biševac       |                                                                          |

| 7 grudnia 2014 17:00 | RC Lens · Coulibaly 90+1'                                             | 1:1(0:0)Raport | Lille OSC · 48' Gueye | Stade de France, Saint-Denis Widzów: 40 112 Sędzia: Ruddy Buquet (Pikardia) |
|                      | kartki: · Kantari 55' · Valdivia 89' · Coulibaly 90+2' · Cavaré 90+4' |                | kartki: · 86' Gueye   |                                                                             |

| 7 grudnia 2014 17:00 | Stade de Reims · Charbonnier 6' · Oniangué 68' | 2:3(1:1)Raport | EA Guingamp · 33' Jacobsen · 47' Mandanne · 79' Beauvue | Stade Auguste Delaune, Reims Widzów: 11 255 Sędzia: Frank Schneider (Alzacja) |
|                      | kartki: · Oniangué 45+1' · Tacalfred 73'       |                | kartki: · 35' Angoua · 85' Lévêque · 87' Sankharé       |                                                                               |

| 7 grudnia 2014 21:00 | Olympique Marsylia · Gignac 43' · Ayew 59' · Payet 90+2' | 3:1(1:0)Raport | FC Metz · 46' Malouda | Stade Vélodrome, Marsylia Widzów: 45 537 Sędzia: Wilfried Bien (Rodan-Alpy) |
|                      |                                                          |                | kartki: · 86' N’Daw   |                                                                             |

### 18. kolejka (12 grudnia - 14 grudnia)
| 12 grudnia 2014 20:30 | Olympique Lyon · Lacazette 7' (k.), 57' · Benzia 62' | 3:0(1:0)Raport | SM Caen                         | Stade de Gerland, Lyon Widzów: 32 972 Sędzia: Bartolomeu Varela (Bretania) |
|                       | kartki: · Ferri 47'                                  |                | kartki: · 45' Seube · 53' Yahia |                                                                            |

| 13 grudnia 2014 17:00 | FC Nantes · Veretout 22' · Jug 66' (sam.) | 2:1(1:1)Raport | Girondins Bordeaux · 27' (sam.) Hansen | Stade de la Beaujoire, Nantes Widzów: 23 751 Sędzia: Stéphane Lannoy (Nord-Pas-de-Calais) |
|                       | kartki: · Gomis 83'                       |                | kartki: · 90+2' Saivet                 |                                                                                           |

| 13 grudnia 2014 20:00 | Bastia · Boudebouz 45+2' · Cahuzac 81'               | 2:0(1:0)Raport | Stade Rennes                                    | Stade Armand Cesari, Bastia Widzów: 11 121 Sędzia: Olivier Thual (Akwitania) |
|                       | kartki: · Squillaci 30' · Palmieri 56' · Cahuzac 61' |                | kartki: · 20' Konradsen · 26' Diagné · 60' Ntep |                                                                              |

| 13 grudnia 2014 20:00 | Lorient · Ayew 13' · Guerreiro 37' · Jeannot 45' | 3:1(3:0)Raport | FC Metz · 46' Ngbakoto | Stade Yves Allainmat, Lorient Widzów: 11 507 Sędzia: Mikael Lesage (Dolna Normandia) |
|                       | kartki: · Koné 58'                               |                | kartki: · 42' Malouda  |                                                                                      |

| 13 grudnia 2014 20:00 | Montpellier HSC · Sanson 1' · Barrios 16' · Mounier 63' | 3:3(2:2)Raport | RC Lens · 18' Valdivia · 34' Guillaume · 80' Touzghar | Altrad Stadium, Montpellier Widzów: 9 784 Sędzia: Saïd Ennjimi (Centre Ouest) |
|                       | kartki: · Saihi 50' · Mounier 63'                       |                | kartki: · 33' Sylla · 56' Bourigeaud                  |                                                                               |

| 13 grudnia 2014 20:00 | Stade de Reims · Diego 14', 80' · Mandi 78'             | 3:2(1:0)Raport | Evian · 57' Wass · 69' Cambon                                 | Stade Auguste Delaune, Reims Widzów: 11 011 Sędzia: Benoît Millot (Île-de-France) |
|                       | kartki: · Oniangué 6' · Charbonnier 30' · Signorino 68' |                | kartki: · 29' Abdallah · 45' Tejeda · 46' Sougou · 79' Cambon |                                                                                   |

| 14 grudnia 2014 14:00 | OGC Nice                             | 0:0Raport | AS Saint-Étienne                          | Allianz Riviera, Nicea Widzów: 18 493 Sędzia: Lionel Jaffredo (Bretania) |
|                       | kartki: · Eduardo 38' · Bauthéac 75' |           | kartki: · 29', 37' Diomandé · 34' Hamouma |                                                                          |

| 14 grudnia 2014 17:00 | EA Guingamp · Pied 11' | 1:0(1:0)Raport | Paris Saint-Germain                              | Stade du Roudourou, Guingamp Widzów: 17 636 Sędzia: Antony Gautier (Nord-Pas-de-Calais) |
|                       |                        |                | kartki: · 61' Matuidi · 62' Lavezzi · 82' Cabaye |                                                                                         |

| 14 grudnia 2014 17:00 | Lille OSC · Sidibé 7' · Mendes 50' · Roux 77' | 3:0(1:0)Raport | Toulouse FC                                         | Stade Pierre-Mauroy, Villeneuve-d’Ascq Widzów: 37 938 Sędzia: Fredy Fautrel (Dolna Normandia) |
|                       | kartki: · Baša 57' · Roux 70' · Souaré 72'    |                | kartki: · 1' Spano · 27' Akpa-Akpro · 89' Tisserand |                                                                                               |

| 14 grudnia 2014 21:00 | AS Monaco · Silva 67'                              | 1:0(0:0)Raport | Olympique Marsylia                 | Stadion Ludwika II, Monako Widzów: 12 648 Sędzia: Tony Chapron (Rodan-Alpy) |
|                       | kartki: · Moutinho 44' · Raggi 86' · Ocampos 90+4' |                | kartki: · 45+1' Lemina · 74' Mendy |                                                                             |

### 19. kolejka (19 grudnia - 21 grudnia)
| 19 grudnia 2014 20:30 | RC Lens · Cyprien 38' · Coulibaly 86'             | 2:0(1:0)Raport | OGC Nice                          | Stade de la Licorne, Amiens Widzów: 8 705 Sędzia: Sébastien Desiage (Rodan-Alpy) |
|                       | kartki: · Sylla 26' · Lemoigne 72' · Valdivia 73' |                | kartki: · 18' Eysseric · 39' Puel |                                                                                  |

| 20 grudnia 2014 17:00 | Paris Saint-Germain | 0:0Raport | Montpellier HSC                                                 | Parc des Princes, Paryż Widzów: 46 157 Sędzia: Sébastien Moreira (Franche-Comté) |
|                       | kartki: · Silva 4'  |           | kartki: · 21' El Kaoutari · 52' Saihi · 81' Martin · 87' Ligali |                                                                                  |

| 20 grudnia 2014 20:00 | SM Caen · Féret 74' | 1:1(0:1)Raport | Bastia · 21' Kamano                            | Stade Michel d’Ornano, Caen Widzów: 14 021 Sędzia: Benoît Millot (Île-de-France) |
|                       | kartki: · Koita 49' |                | kartki: · 34' Marange · 66' Kamano · 88' Tallo |                                                                                  |

| 20 grudnia 2014 20:00 | Lorient · Ayew 73' | 1:2(0:1)Raport | FC Nantes · 44' Bammou · 78' Audel | Stade Yves Allainmat, Lorient Widzów: 15 091 Sędzia: Frank Schneider (Alzacja) |
|                       |                    |                |                                    |                                                                                |

| 20 grudnia 2014 20:00 | FC Metz                                            | 0:1(0:0)Raport | AS Monaco · 79' Ferreira Carrasco | Stade Municipal Saint-Symphorien, Metz Widzów: 18 354 Sędzia: Lionel Jaffredo (Bretania) |
|                       | kartki: · Doukouré 12' · Marchal 15' · Malouda 89' |                | kartki: · 61' Moutinho            |                                                                                          |

| 20 grudnia 2014 20:00 | Stade Rennes · Mexer 45'                          | 1:3(1:0)Raport | Stade de Reims · 66' Charbonnier · 76' Fortes · 90' de Préville | Stade de la Route de Lorient, Rennes Widzów: 17 739 Sędzia: Fredy Fautrel (Dolna Normandia) |
|                       | kartki: · Danzé 83' · Konradsen 90' · Prcić 90+3' |                | kartki: · 44' Roberge · 71' Oniangué · 74' N’Gog                |                                                                                             |

| 20 grudnia 2014 20:00 | Toulouse FC · Doumbia 25'             | 1:1(1:1)Raport | EA Guingamp · 8' Giresse | Stadium Municipal, Tuluza Widzów: 14 190 Sędzia: Saïd Ennjimi (Centre Ouest) |
|                       | kartki: · Sirieix 43' · Moubandje 50' |                |                          |                                                                              |

| 21 grudnia 2014 14:00 | Olympique Marsylia · Roux 32' (sam.) · Batshuayi 69' | 2:1(1:0)Raport | Lille OSC · 61' Gueye | Stade Vélodrome, Marsylia Widzów: 62 408 Sędzia: Alexandre Castro (Rodan-Alpy) |
|                       | kartki: · Romao 76'                                  |                | kartki: · 63' Frey    |                                                                                |

| 21 grudnia 2014 17:00 | AS Saint-Étienne · Gradel 2' · van Wolfswinkel 20' · Hamouma 65' | 3:0(2:0)Raport | Evian | Stade Geoffroy-Guichard, Saint-Étienne Widzów: 33 017 Sędzia: Amaury Delerue (Akwitania) |
|                       | kartki: · Brison 62'                                             |                |       |                                                                                          |

| 21 grudnia 2014 21:00 | Girondins Bordeaux                 | 0:5(0:1)Raport | Olympique Lyon · 39', 90' Lacazette · 56' Tolisso · 81' Fekir · 85' Ferri | Stade Chaban-Delmas, Bordeaux Widzów: 31 873 Sędzia: Ruddy Buquet (Pikardia) |
|                       | kartki: · Sertic 40' · Pallois 66' |                | kartki: · 34' Jallet                                                      |                                                                              |